# Plan astral
Le plan astral serait l'un des 7 plans introduits par la Société théosophique de Helena Blavatsky selon laquelle le premier de cette hiérarchie serait le plan physique. 
Le voyage astral permettrait à l'âme de se déplacer de l'un de ces plans vers un autre.
La Société théosophique, en prétendant synthétiser plusieurs théories religieuses sur l'invisible, dont certaines du bouddhisme tibétain, aurait identifié ces 7 plans. Le nombre 7 rappelle les sept chakras, les sept plans, les sept vertus, sept sortes d'anges que l'on trouve aussi dans les théories de cette société. Toutefois, chaque plan est différemment décrit selon les auteurs comme Robert Bruce, Alice Bailey, ainsi que Charles Webster Leadbeater. 

## Les sept plans, du plus grossier au plus subtil
- Si vous ne connaissez pas le sujet, laissez ce bandeau (vous pouvez alors contacter les auteurs).
- Si vous supprimez le contenu mis en cause (vous pouvez préalablement contacter les auteurs),

argumentez précisément cette suppression dans la page de discussion
(un manque de référence n'est pas un argument ; une recherche réelle de référence doit avoir été effectuée, être formellement documentée).
Comme pour les corps subtils et leur Septénaire (Théosophie), on peut distinguer, depuis le Védânta ou le Théosophisme :
- Le plan physique : le monde matériel : la réalité atomique (biologique).
- Le plan éthérique : la force vitale et siège du désir sexuel (énergie "éthérique").
- Le plan astral : les émotions et les sentiments. Energies de cocréation niveau 1
- Le plan mental : les pensées, les croyances, les concepts. Energies de cocréation niveau 2
- Le plan causal : les archétypes et les stéréotypes. Karma et Dharma. Causes existentielles. Mémoires.
- Le plan bouddhique : Dimension de l'âme.
- Le plan âtmique : Dimension de l'Esprit-Soi

Le plan physique est le plan matériel, celui dans lequel nous vivons.

## Le plan éthérique
L'éthérique concernerait tout ce qui est vivant.
Il est le plan de la sensation physique. Les produits anesthésiants permettent de dissocier le corps physique du corps éthérique.
Ce plan ou royaume est divisé en plusieurs sous-plans où résident grand nombre d'âmes.
Ces âmes sont pour la plupart soit jeunes, soit inconscientes des plans supérieurs.

## Le plan astral
Il s'agirait d'un monde plus proche du rêve que de la réalité physique.
C'est le plan qui est lié aux émotions. Une émotion serait ainsi vécue d'abord par le corps astral, qui informe ensuite les autres corps par résonance.
Pour les occultistes (dont Franz Bardon) et pour les théosophistes (dont Charles Webster Leadbeater), le plan astral, comme les autres plans, sont peuplés de divers "esprits" ou élémentaux, comme les fées, les larves et toutes créatures mythiques s'y seraient établis. Selon Omraam Mikhaël Aïvanhov, "l'entité qui gouverne le règne animal se trouve dans le plan astral de l'univers, celle qui gouverne le règne végétal se trouve dans le plan mental, et celle qui gouverne le règne minéral se trouve dans le plan causal" (Éléments d'autobiographie, t. I, 2009, p. 343).